# 拉基嶺
84°49′S 116°15′W / 84.817°S 116.250°W
拉基嶺（英語：Lackey Ridge）是南極洲的山嶺，位於瑪麗伯德地，屬於霍利克山脈中俄亥俄山脈的一部分，長7公里，以俄亥俄州立大學探險隊的地質學家命名，現時由南極條約體系管理。